# Jugoslovensko kraljevsko ratno vazduhoplovstvo i pomorska avijacija
La Regia Aeronautica Jugoslava, Jugoslovensko kraljevsko ratno vazduhoplovstvo i pomorska avijacija (JKRV), (in serbocroato Jugoslovensko kraljevsko ratno zrakoplovstvo, in sloveno Jugoslovansko kraljevo vojno letalstvo) venne istituita nel 1918, in seguito alla nascita del Regno dei Serbi, Croati e Sloveni, poi chiamato Regno di Jugoslavia; dal 1923 assunse la denominazione di Avijacijsko odeljenje Jugoslovenske kraljevske armije (Dipartimento aviazione dell'esercito jugoslavo) che nel 1929 cambiò nuovamente in Jugoslovensko kraljevsko ratno vazduhoplovstvo i pomorska avijacija (Aeronautica militare jugoslava ed aviazione navale). L'arma operò sino al 1941 quando, nel corso della Seconda guerra mondiale, la Jugoslavia venne occupata dalle potenze dell'Asse. I restanti aerei confluirono nella RAF britannica, in particolare sul fronte greco.

## Storia

### Fondazione

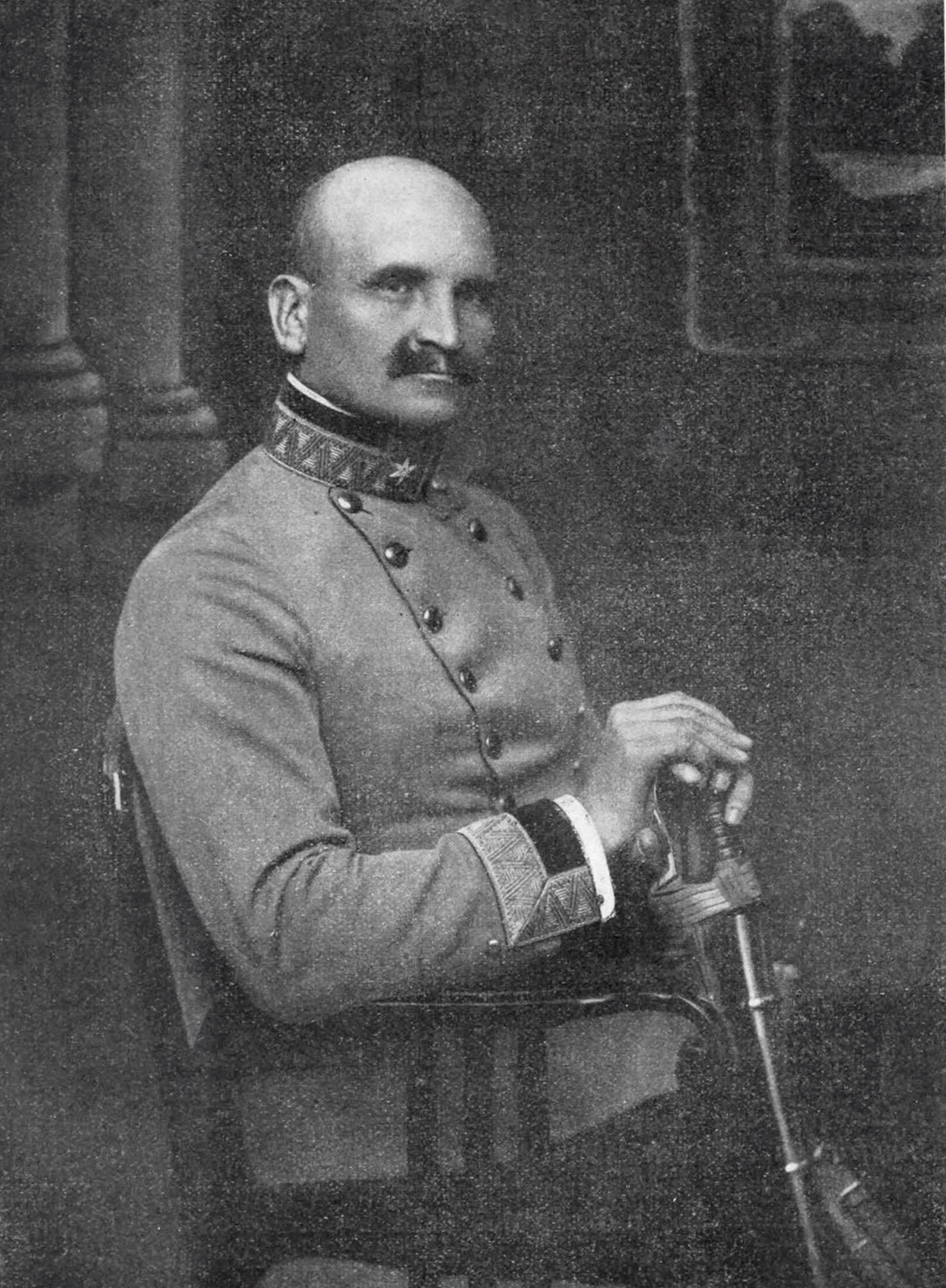
l'aviatore Emil Uzelac, nonché primo comandante dell'Aeronautica jugoslava.

Il 24 dicembre 1912 venne creato il Comando dell'Aviazione Serba, attivo durante le Guerre balcaniche, combattute tra il 1912 ed il 1913. Durante la Prima guerra mondiale, il piccolo comando d'aviazione serba operò inizialmente a supporto dell'esercito serbo e a difesa del paese contro gli attacchi dell'Austria-Ungheria. Dopo i primi successi serbi, nel 1915 gli Imperi centrali costrinsero l'esercito serbo a ritirarsi in Albania, dove le truppe serbe furono evacuate. Gli aviatori serbi furono assorbiti negli squadroni francesi per supportare le forze alleate guidate dalla Francia che combattevano sul fronte balcanico e, verso la fine della guerra, furono nuovamente creati squadroni serbi separati. Con la creazione del Regno dei Serbi, Croati e Sloveni, a seguito della fine della Grande guerra e del successivo trattato di Versailles, venne istituita la Regia aeronautica jugoslava, Jugoslovensko kraljevsko ratno vazduhoplovstvo i pomorska avijacija (JKRV, in serbocroato Jugoslovensko kraljevsko ratno zrakoplovstvo, in sloveno Jugoslovansko kraljevo vojno letalstvo); il capo della neonata aeronautica era l'ex capo delle truppe aeronautiche austro-ungariche, Emil Uzelac. 

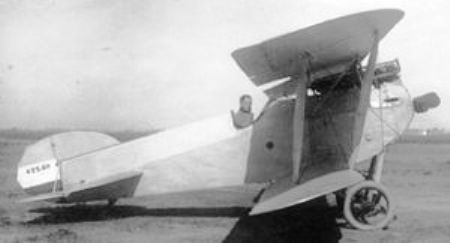
Uno dei primi aerei dell'aviazione.

L'arma assunse poi dal 1923 la denominazione di Avjacijsko odeljenje Jugoslovenske kraljevske armije (Dipartimento aviazione dell'esercito jugoslavo) che nel 1929 cambiò ancora una volta nome in Jugoslovensko kraljevsko ratno vazduhoplovstvo i pomorska avijacija, ovvero Aeronautica militare jugoslava ed aviazione.  La nuova aeronautica però non poté migliorare nei primi anni a causa di una mancanza di fondi, sebbene nel 1922 il comandante Uzelac intraprendesse un viaggio in Europa per studiare le aviazioni militari straniere. Furono compiuti sforzi anche per sviluppare un settore dell'aviazione civile con l'obiettivo di formare una riserva di piloti e meccanici. L'anno successivo Uzelac si ritirò e l'addetto militare britannico notò che diversi ex aviatori della Russia imperiale prestavano servizio nell'aeronautica, due dei quali tentarono di disertare in Unione Sovietica con un aereo proprio quell'anno. Nel 1924, il primo aereo di costruzione jugoslava fu prodotto nello stabilimento Ikarus di Novi Sad, sebbene con un motore di fabbricazione straniera. L'anno successivo, 150 bombardieri leggeri biplani Breguet 19 e aerei da ricognizione furono acquistati a credito dal governo francese, segnando la prima significativa espansione dell'arma. I nuovi velivoli furono assemblati a Novi Sad e poi distribuiti agli altri aeroporti militari di Sarajevo, Mostar, Zagabria e Skopje. Lo stabilimento Ikarus produceva aerei da addestramento e idrovolanti utilizzando motori austriaci catturati alla fine della Prima guerra mondiale e tubi d'acciaio e stralli in filo metallico importati. Nel 1926, l'aeroporto di Zemun fu sviluppato per creare un aeroporto militare vicino alla capitale di Belgrado, e per la prima volta si tenne una gara aerea militare, con una coppa d'oro presentata direttamente da re Alessandro I.
Nel 1927, l'aeronautica militare aveva acquisito i biplani Potez 25 e i caccia monoposto Dewoitine, oltre ad alcuni aerei da addestramento Hansa-Brandenburg e Hanriot. L'anno successivo, fu completata una fabbrica di aerei governativa a Kraljevo e una fabbrica privata vicino a Belgrado entrò in produzione, costruendo motori aeronautici francesi su licenza. Nello stesso anno, l'aeronautica aveva anche acquisito il ricognitore Fizir F1V. Nel 1929, l'addetto militare britannico riferì che l'aviazione stava apportando lenti ma costanti miglioramenti, ma osservò che l'aeroporto di Novi Sad era l'unico in grado di supportare il volo notturno. Tra le principali carenze dell'aeronautica militare vi era la mancanza di strutture avanzate di riparazione e manutenzione presso i vari aeroporti regionali come quelli di Zagabria o Sarajevo. Si concluse che ciò significava che l'aeronautica militare jugoslava non sarebbe stata in grado di mantenere gli aerei in volo per periodi di conflitto superiori a poche settimane. A quanto pare, la fabbrica di Kraljevo era in grado di produrre circa 50 aerei Breguet 19 all'anno, costruiti su licenza.

### Anni 1930

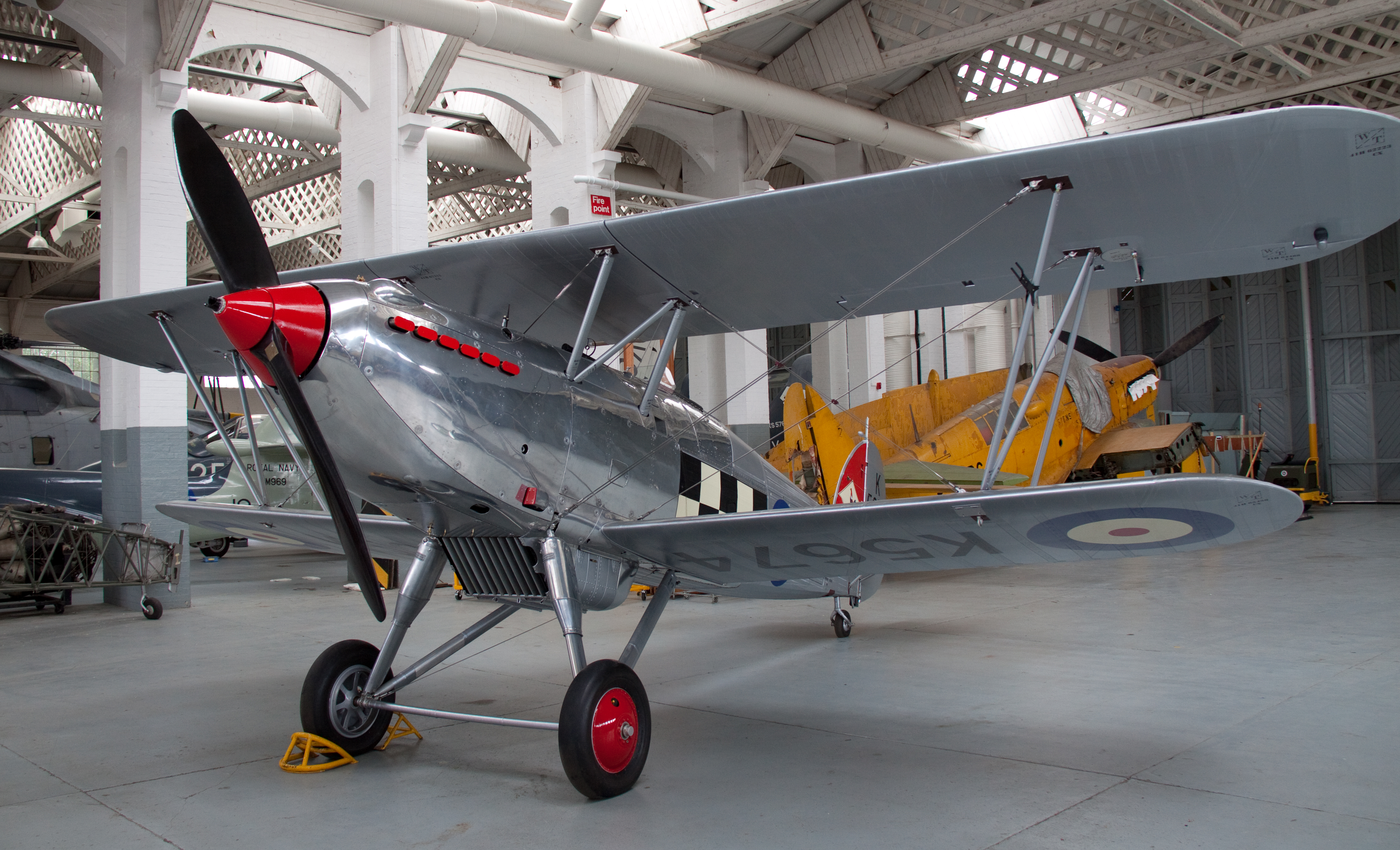
Un Hawker Fury acquistato nel 1931.

Nel 1930, furono completate le officine presso gli aeroporti di Zagabria e Mostar, consentendo di effettuare riparazioni e modifiche senza dover trasferire gli aerei nelle fabbriche e officine principali più vicine alla capitale. Nel maggio di quell'anno, il primo aereo di fabbricazione interamente jugoslava fu completato a Kraljevo e si stimava che la fabbrica fosse in grado di produrre 100 Breguet 19 all'anno. A quel tempo, la fabbrica aveva personale francese ed era sotto la direzione francese, ma il contratto sarebbe scaduto nel 1932, dopodiché il governo jugoslavo sarebbe stato libero di produrre qualsiasi aereo per il quale avesse ottenuto la licenza di costruzione. Lo stabilimento privato Ikarus di Zemun continuò a produrre idrovolanti di propria progettazione e Potez 25 su licenza. La forza dell'aeronautica militare era stimata in 26 squadriglie di circa dodici velivoli ciascuna, per un totale di circa 312 velivoli, sebbene non vi fosse quasi nessun aereo di riserva. Nel 1931 non furono formati ulteriori squadroni, ma fu creata una riserva di velivoli, tanto che circa 200 velivoli furono immagazzinati presso i vari aeroporti regionali. L'addetto militare britannico valutò che il livello di addestramento dei piloti rimaneva carente, con un numero significativo di velivoli messi fuori servizio ogni anno a causa di incidenti. Nello stesso anno, l'aeronautica militare ottenne tre Hawker Fury per la valutazione, due equipaggiati con motori Rolls-Royce e uno con un motore Hispano-Suiza. Ciò fu visto con allarme dai francesi, che fino a quel momento avevano avuto una forte influenza sugli appalti aeronautici jugoslavi.

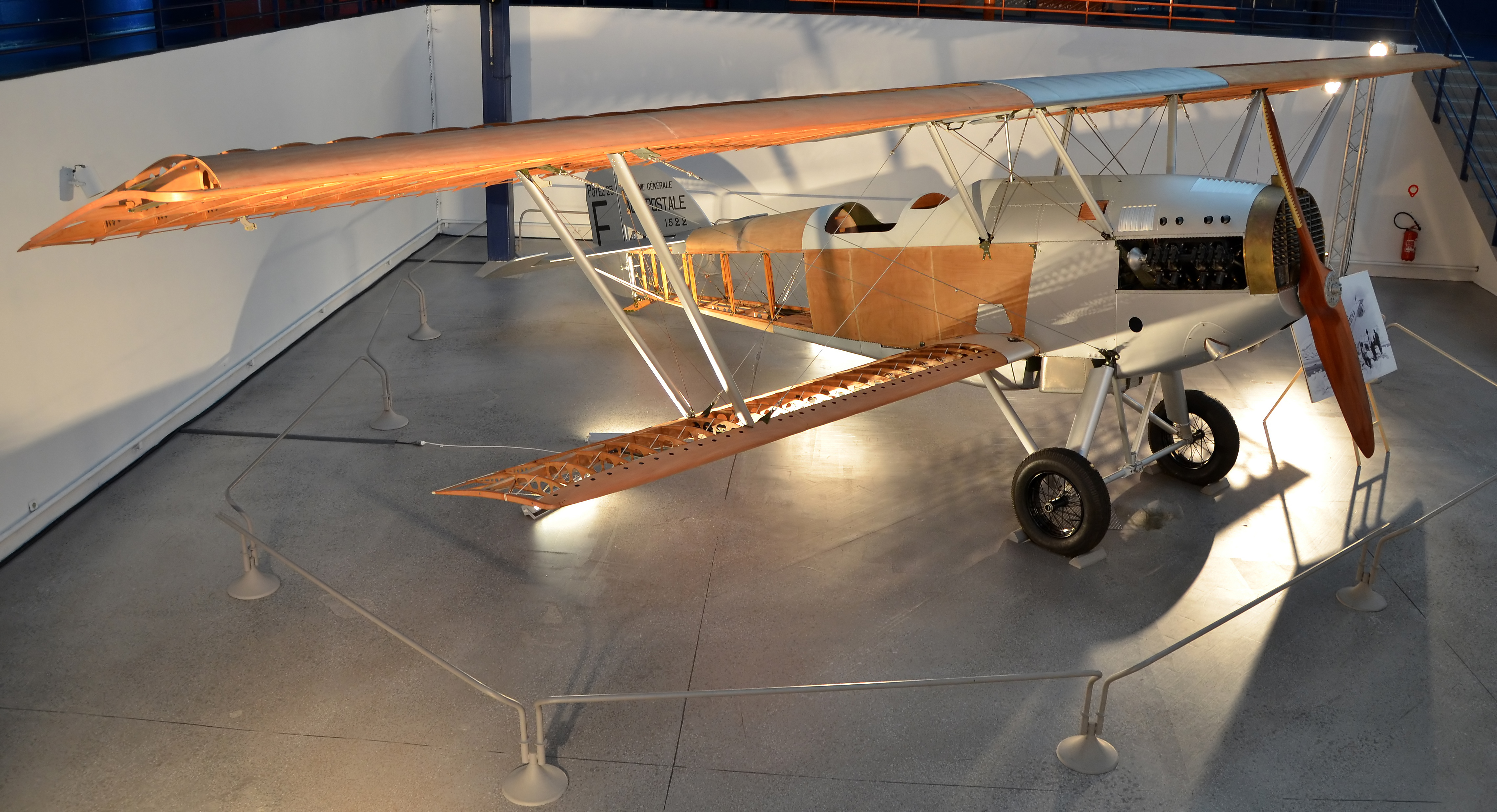
Esemplare di Potez 25.

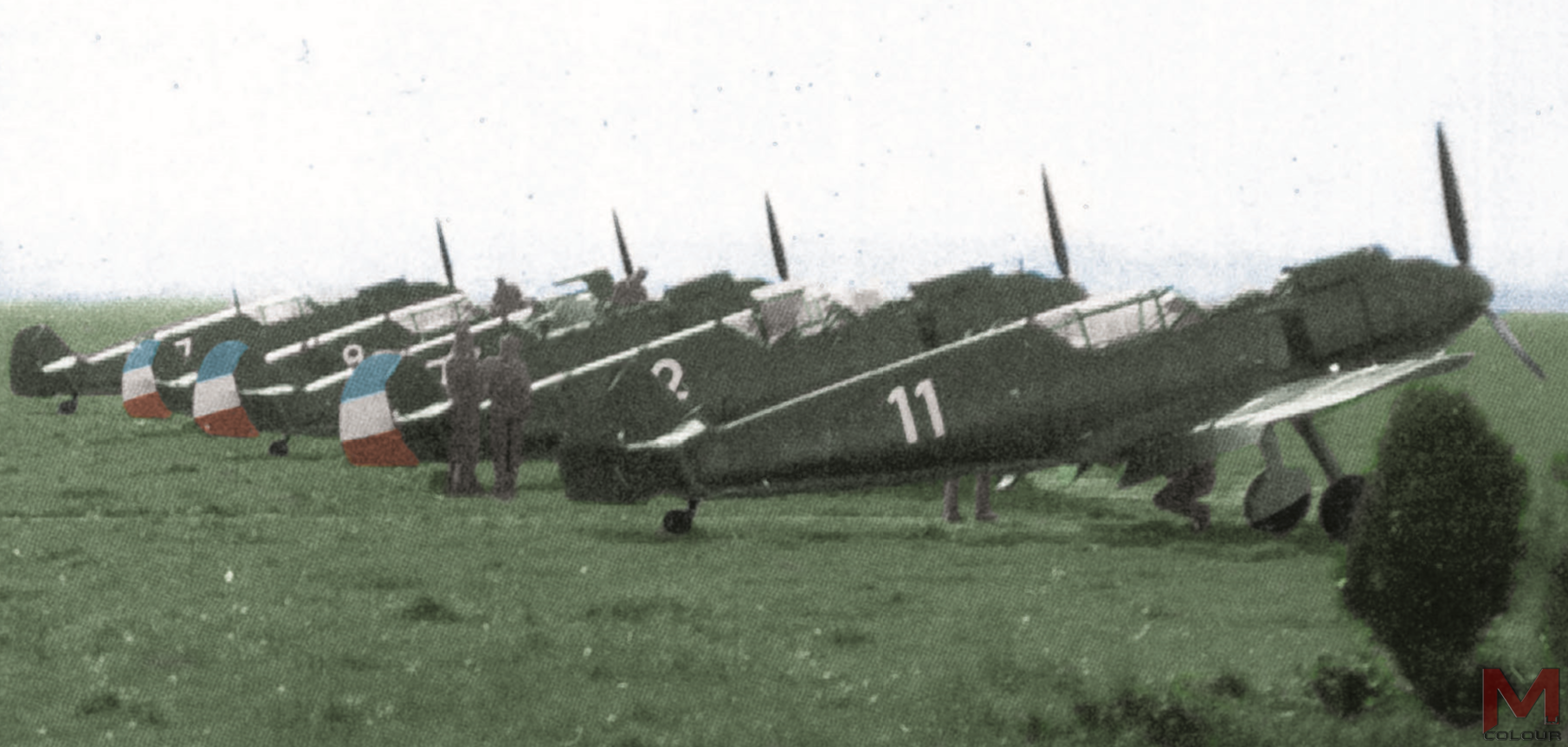
Alcuni modelli di Messerschmitt Bf 109.

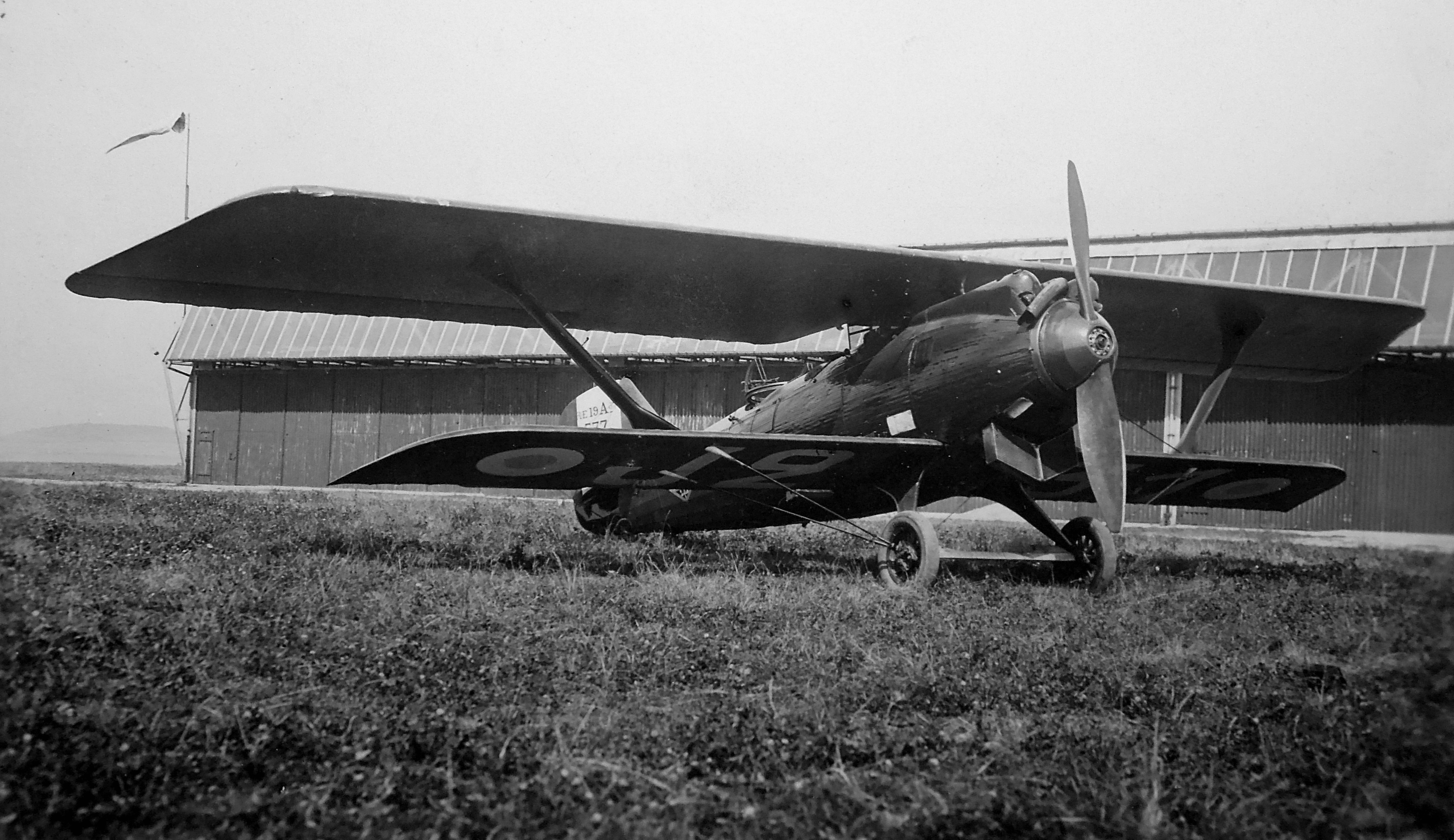
Fotografia di un Breguet Bre 19.

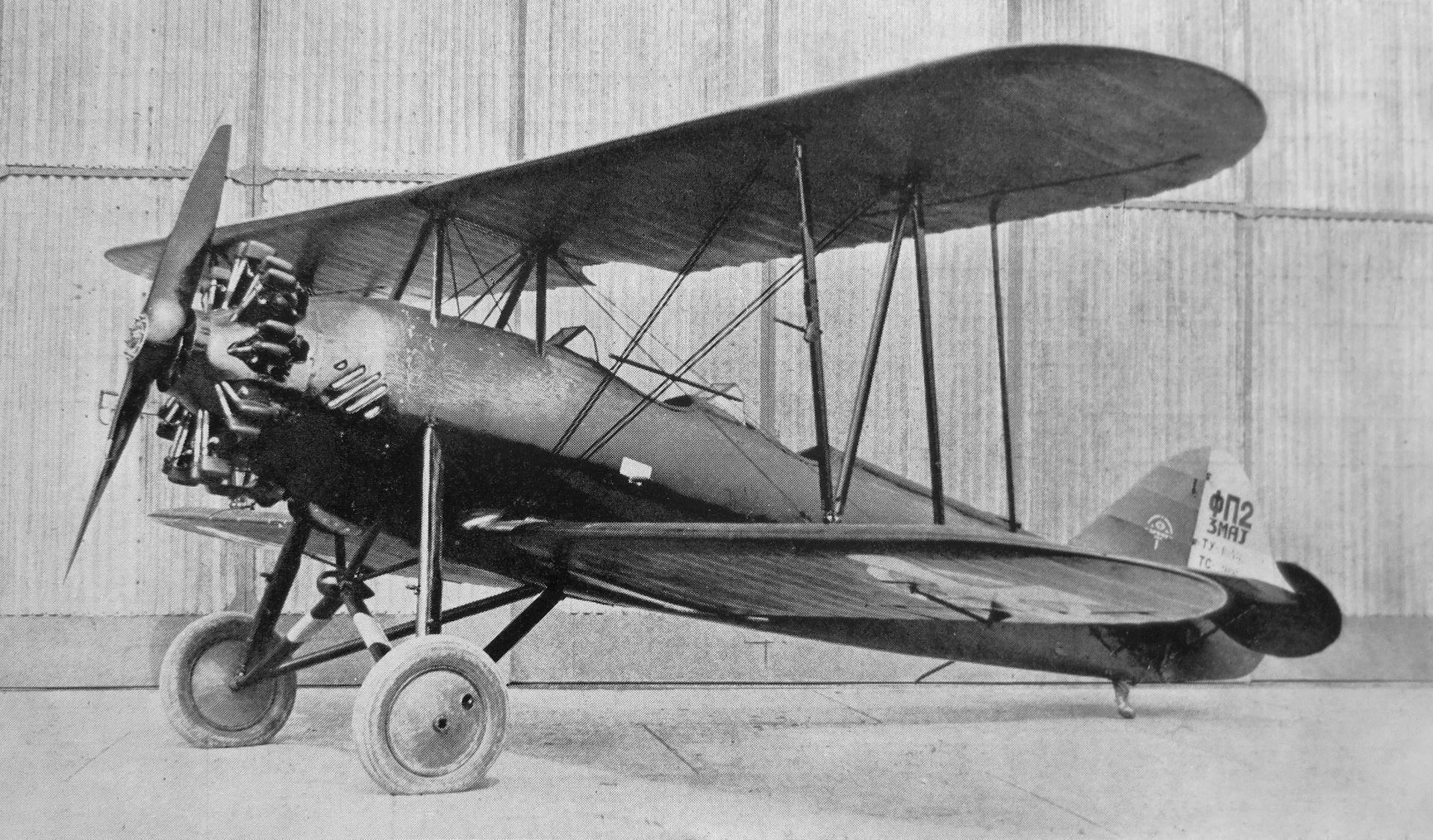
Esemplare di Zmaj Fizir FP-2.

Nel 1932, si verificarono significativi problemi di morale e disciplina a causa della sovversione all'interno del 2° Reggimento Aereo nei pressi di Sarajevo. Si continuava a registrare un costante progresso nello sviluppo dell'aeronautica, ma erano evidenti diverse debolezze: la mancanza di velivoli di prima classe, la dipendenza da fonti straniere per la maggior parte dei materiali da costruzione aeronautici, infrastrutture di riparazione e manutenzione inadeguate, il lento sviluppo dell'industria aeronautica nazionale e l'influenza negativa esercitata da ufficiali superiori dell'esercito privi di esperienza o conoscenza aeronautica. Era riconosciuto che l'aviazione non aveva difficoltà ad attrarre reclute di alta qualità e il morale e la disciplina al suo interno erano alti. Due squadroni aggiuntivi furono aggiunti a ciascuno dei sei reggimenti aerei nel corso del 1932. Di conseguenza, il numero di velivoli in servizio aumentò a circa 430, con una riserva di 300. La fabbrica statale di Kraljevo produsse circa 150 velivoli Breguet 19 durante l'anno, mentre quaranta Potez 25 furono consegnati anche dalla fabbrica Ikarus. Nel corso dell'anno furono acquisiti sei bombardieri da valutare, due ciascuno dalla Junkers, due dalla Dornier e due dalla Fokker. Nei primi mesi del 1933, un allarme di guerra con l'Italia rivelò significative carenze nelle scorte di bombe e riserve di carburante. In quell'anno, il governo jugoslavo lanciò un'offerta per venti caccia monoposto. Sei velivoli furono raccomandati, in ordine di priorità: un PZL polacco, un Hawker Fury, un Dewoitine, due Fokker e un Avia cecoslovacco. L'offerta includeva la produzione di altri venti velivoli su licenza e altri cinquanta da acquistare o costruire localmente su licenza. Fu anche preso in considerazione un programma di acquisizione di aerei da ricognizione medi, mentre proseguiva la valutazione dei bombardieri. Sempre nel 1933, il quartier generale della 1ª Brigata Aerea fu trasferito a Zemun. Gli aerei di riserva contavano circa 250 unità. L'addestramento al volo notturno fu svolto per tutta l'estate su Belgrado, mentre l'addestramento antiaereo in città fu svolto in collaborazione con l'aeronautica. Ogni reggimento si addestrava al tiro aereo una volta all'anno. Nonostante la disponibilità di fondi per l'acquisizione di nuovi velivoli moderni, nel 1934 non fu presa alcuna decisione, sebbene il caccia polacco PZL fosse stato escluso come inadatto. Furono effettuati pochi voli notturni e divenne evidente che le riserve degli aerei non erano così elevate come si pensava.

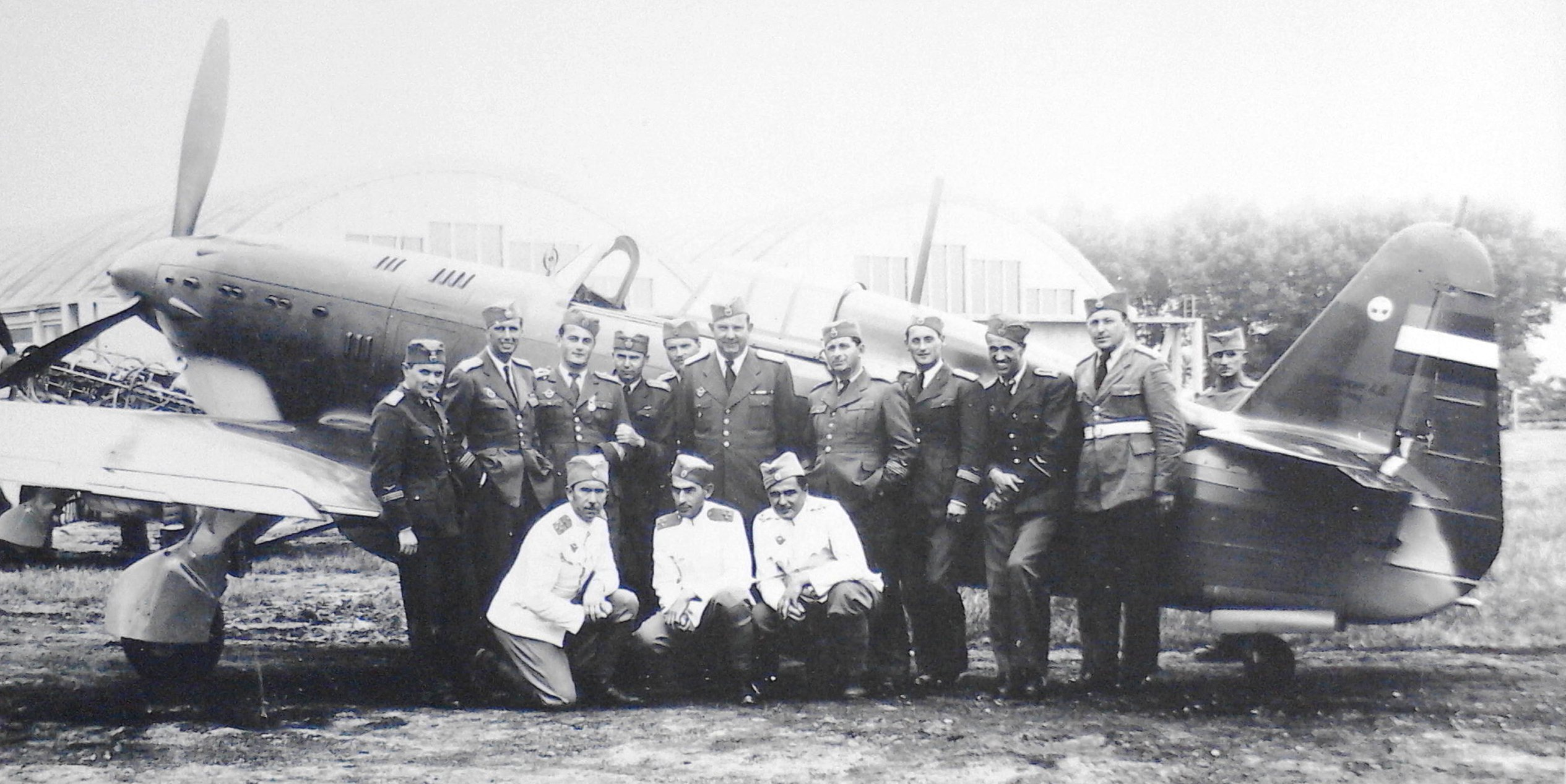
Alcuni piloti del 6° Reggimento Caccia dell'aviazione davanti ad un caccia IK 3.

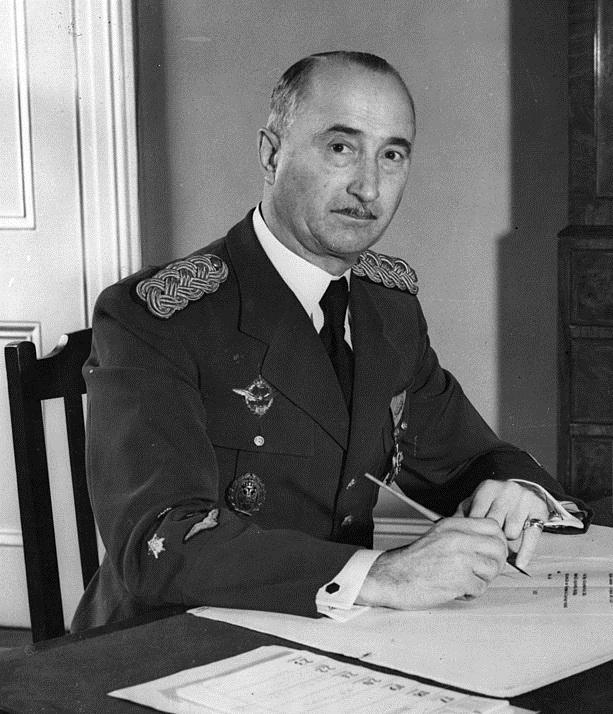
Il comandante Dušan Simović.

Il 19 settembre 1935, il governo jugoslavo firmò un contratto per l'acquisto di dieci caccia Hawker Fury e sessantacinque motori Rolls-Royce; contemporaneamente, fu ottenuta la licenza per costruire localmente gli Hawker Fury e fu stipulata anche un'opzione per la costruzione di motori Rolls-Royce nel paese. Nonostante la disponibilità di fondi, non furono effettuati altri acquisti durante l'anno, con una forza aerea stimata in 400 Breguet 19, 200 Potez 25, alcuni velivoli Avia e Dewoitine e i sei bombardieri precedentemente acquistati per scopi sperimentali. L'addestramento di base dei piloti fu discreto, con un minor numero di incidenti, ma l'addestramento al volo strumentale era raro. Il servizio aereo jugoslavo era quasi interamente equipaggiato con velivoli obsoleti, ma nonostante ciò, il morale degli equipaggi era buono e non mancavano giovani desiderosi di volare. Fu ottenuta anche una licenza per la produzione locale di palloni frenati. Nel 1936, il generale Milutin Nedić fu sostituito come capo dell'aviazione dal generale Dušan Simović, in seguito alla nomina del primo a capo di Stato Maggiore Generale. Simović aveva precedentemente ricoperto la carica di secondo in comando della regia aeronautica. Ci furono pochi sviluppi degni di nota durante l'anno, con la flotta obsoleta che continuava a diminuire e persino la fabbrica di aerei statali di Kraljevo che era in gran parte inattiva, fatta eccezione per la produzione di pezzi di ricambio per l'elevato numero di velivoli Breguet 19 ancora in servizio. Gli stabilimenti Ikarus e Zmaj di Zemun installarono impianti e attrezzature per la produzione su licenza dell'Hawker Fury, ma la consegna dei dieci velivoli acquistati non era prevista prima del marzo 1937, e non si prevedeva che nessuno degli aerei prodotti localmente sarebbe stato consegnato prima del maggio di quell'anno. Ikarus produsse anche diversi caccia Avia BH-33E e revisionò un gran numero di velivoli Potez 25 durante l'anno. Fu ordinato un prototipo di bombardiere leggero Dornier Do 17 dotato di motori Gnome-Rhône, a cui si aggiungerà un ulteriore ordine per altri diciannove velivoli, in attesa di un esito positivo delle prove.

### Seconda guerra mondiale

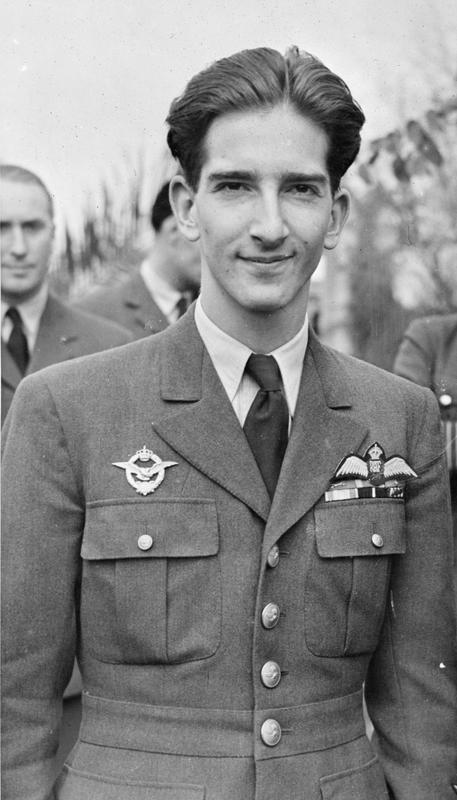
Pietro II di Jugoslavia (1934 - 1944).

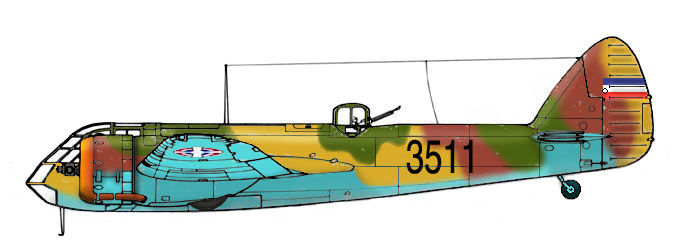
Disegno di un esemplare di Blenheim.

Allo scoppio della Seconda guerra mondiale, la Regia Aeronautica Jugoslava contava in totale oltre 460 velivoli e 2.000 piloti. Tuttavia, l'aeronautica cessò di esistere in seguito all'invasione della Jugoslavia da parte dell'Asse, iniziata il 6 aprile 1941 e conclusasi con la resa del regno il 18 aprile. Nonostante una coraggiosa lotta e la difesa di Belgrado, l'aeronautica era in inferiorità numerica e di armamento inferiore e molti aerei furono distrutti o catturati. Gli aerei catturati, ritenuti utili, furono distribuiti alle nazioni dell'Asse, tra cui la neonata aeronautica dello Stato Indipendente di Croazia (ma non l'IK-3, poiché tutti furono distrutti dai loro equipaggi e dai dipendenti delle fabbriche per evitare che cadessero in mano tedesca). Diversi aerei dell'aeronautica jugoslava finirono nei territori alleati, tra cui un piccolo numero di bombardieri Dornier DO-17 che raggiunsero la Grecia con quanta più riserva aurea possibile, con a bordo il giovane re Pietro II Karađorđević (1923 -1970), ultimo sovrano di Jugoslavia, assieme a membri del governo.
Molti aerei che giunsero in Grecia nell'aprile del 1941 furono successivamente distrutti al suolo a seguito di attacchi aerei tedeschi e italiani. Re Pietro si unì al suo governo in esilio e nel 1944 si arruolò nella RAF; non riuscì mai a riprendersi il trono a causa della dittatura comunista di Tito che si instaurò dopo la fine della guerra. Il monarca morì di cirrosi epatica, a 47 anni, in esilio negli Stati Uniti. Alcuni aerei operarono nella Royal Air Force britannica.

## Gradi militari

### Gradi di ufficiale
Le insegne di grado degli ufficiali in servizio.
| Gruppo di rango                      | Ufficiali generali    | Ufficiali superiori | Ufficiali superiori | Ufficiali minori | Ufficiali minori | Ufficiali minori | Ufficiali minori | Ufficiali minori | Ufficiali minori | Ufficiali minori |
| Reale Aeronautica Militare Jugoslava |                       |                     |                     |                  |                  |                  |                  |                  |                  |                  |
| Generale dell'esercito               | Generale di divisione | Brigadier generale  | Polkovnik           | Podpolkovnik     | Maggiore         | Capitano anziano | Capitano         | Tenente          | Podporučik       |                  |

### Altri ranghi
Le insegne di grado dei sottufficiali e del personale di truppa.
| Reale Aeronautica Militare Jugoslava |                               |                           |          |                   |          |
| Maresciallo Capo di I Classe         | Maresciallo Capo di II Classe | Capo Militare, Classe III | Sergente | Sergente maggiore | Aviatore |

## Aeromobili in uso
| Aeromobile              | Origine        | Tipo                               | Versione (denominazione locale) | In servizio | Note |
| Messerschmitt Bf 109E   | Germania       | caccia                             |                                 | 61          |      |
| Hawker Hurricane Mk.I   | Regno Unito    | caccia                             |                                 | 38          |      |
| Hawker Fury Mk.II       | Regno Unito    | caccia                             |                                 | 30          |      |
| Avia BH-33              | Cecoslovacchia | caccia/addestramento               |                                 | 5           |      |
| Ikarus IK-2             | Jugoslavia     | caccia                             |                                 | 8           |      |
| Rogožarski IK-3         | Jugoslavia     | caccia                             |                                 | 6           |      |
| Potez 63                | Francia        | caccia                             |                                 | 2           |      |
| Dornier Do 17 K         | Germania       | bombardiere                        |                                 | 60          |      |
| Bristol Blenheim Mk.I   | Regno Unito    | ricognitore                        |                                 | 47          |      |
| Bristol Blenheim Mk.I   | Regno Unito    | ricognitore                        |                                 | 11          |      |
| Savoia-Marchetti S.M.79 | Italia         | bombardiere                        |                                 | 40          |      |
| Caproni Ca.310          | Italia         | addestramento                      |                                 | 10          |      |
| Breguet Bre 19          | Francia        | ricognitore                        |                                 | 120         |      |
| Potez 25                | Francia        | ricognitore                        |                                 | 120         |      |
| Fieseler Fi 156         | Germania       | logistico                          |                                 | 10          |      |
| Dornier Do J Wal        | Germania       | bombardiere                        |                                 | 10          |      |
| Dornier Do 22           | Germania       | ricognizione marittima/bombardiere |                                 | 11          |      |
| SIM-XIV                 | Jugoslavia     | ricognizione marittima             |                                 | 15          |      |
| SIM-XII                 | Jugoslavia     | addestramento                      |                                 | 12          |      |
| SIM-X                   | Jugoslavia     | addestramento                      |                                 | 21          |      |
| Rogozarski PVT          | Jugoslavia     | addestramento                      |                                 | 64          |      |
| Rogozarski R-100        | Jugoslavia     | caccia addestramento               |                                 | 25          |      |
| Zmaj Fizir FN           | Jugoslavia     | addestramento                      |                                 | 20          |      |
| Zmaj Fizir FP.2         | Jugoslavia     | addestramento                      |                                 | 23          |      |